# Chiltoniella elongata
Chiltoniella elongata is een strijkboutkreeftjessoort uit de familie van de Hutchinsoniellidae. De wetenschappelijke naam van de soort is voor het eerst geldig gepubliceerd in 1977 door Knox & Fenwick.